# Коррупция в Азербайджане
|      | Баллы | Место | Всего стран |
| ---- | ----- | ----- | ----------- |
| 2012 | 27    |       | 174         |
| 2013 | 28    |       | 177         |
| 2014 | 29    |       | 174         |
| 2015 | 29    |       | 114         |
| 2016 | 30    | 123   | 176         |
| 2017 | 31    |       | 180         |
| 2018 | 25    |       | 180         |
| 2019 | 30    | 126   | 180         |
| 2020 | 30    | 129   | 180         |
| 2021 | 30    | 128   | 180         |
| 2022 | 23    | 154   | 180         |
| 2023 | 23    | 154   | 180         |

Коррупция в Азербайджане является одной из существенных проблем, подрывающих внутреннюю экономику страны.
Основными предпосылками для появления коррупции в Азербайджане являются близость власти и капитала, а также продолжительное нахождение правительства у власти.
По данным Transparency International в 2023 году Азербайджан в рейтинге восприимчивости коррупции занимал 154 место из 180 стран.
Согласно оценке Ассоциации дипломированных сертифицированных бухгалтеров, в 2017 году, из 30 обследованных стран, Азербайджан являлся страной с самой большой теневой экономикой - 67%.

## Законодательство и участие в международных организациях
1 февраля 2004 года, была создана неправительственная организация «Фонд Борьбы с Коррупцией в Азербайджане».
В 2004 году Азербайджан вступил в международную группу государств по борьбе с коррупцией(ГРЕКО).
После этого были приняты законы «О борьбе с коррупцией» (2004) и «О процедурах декларирования финансовых средств государственными чиновниками» (2005) и ряд других законов. С 2004 по 2006 годы в стране действовала государственная программа по борьбе с коррупцией, с 2005 года работает Антикоррупционная комиссия Азербайджанской Республики, а в 2007—2010 действовала государственная стратегия по борьбе с коррупцией и увеличению прозрачности.
Азербайджан присоединился к Соглашению «Об учреждении в качестве Международной организации Международной антикоррупционной академии» и стал членом этой структуры. 29-30 ноября 2012 года делегация Азербайджана приняла участие в проведенной в Вене первой Ассамблее высокопоставленных представителей стран и организаций, подписавших соглашение «Об учреждении как Международной организации Международной антикоррупционной академии». В Азербайджане вступила в силу Конвенция ООН против коррупции Конвенция Организации Объединённых Наций против коррупции (UNCAC), Конвенции Совета Европы «Об уголовной ответственности за коррупцию» и «О Гражданско-правовой ответственности за коррупцию». Была создана Комиссия по борьбе с коррупцией Республики Азербайджан.
В 2012—2015 годы «Национальные Планы действий по поощрению открытого Правительства и борьбе с коррупцией», было создано азербайджанское государственное агентство по оказанию услуг гражданам и социальным инновациям при Президенте Азербайджанской Республики, центр Служба «ASAN».
Служба «ASAN xidmət»(служба АСАН) была удостоена премии Организации Объединенных Наций за вклад в развитие государственной службы (2015). С 20 по 24 апреля 2015 года был избран победителем в первой сессии Комитета экспертов организации Объединенных Наций по государственному управлению. Занял первое место за «Совершенствование предоставления государственных услуг».В стране на данный момент функционируют 11 филилалов ASAN Xidmət. Азербайджанского модель «службы ASAN» регулярно исследуются и применяются на практике как в развивающихся, так и развитых странах.
12 июля во дворце президента Афганистана был подписан меморандум, нацеленный на применение азербайджанской модели «ASAN xidmət» в государственных учреждениях Афганистана.
Несмотря на наличие базы антикоррупционных законов, ситуация стала ухудшаться. В 2011 году Азербайджан опустился в рейтинге Transparency International со 134—143 на 143—151 место в мире. В 2012 году страна незначительно поднялась до 139 места.
По оценке руководителя Главного управления по борьбе с коррупцией при генеральном прокуроре Кямрана Алиева, ущерб государству от коррупционным схем за 10 лет составил около 200 миллионов манатов.

## Обвинения в коррупции Ильхама Алиева
Существуют многочисленные сообщения о коррупции президента Азербайджане Ильхама Алиева и его семьи. В 2012 году «Центр по исследованию коррупции и организованной преступности» (OCCRP) назвал Ильхама Алиева коррупционером года. В резолюции от 10 сентября 2015 года Европейский парламент призывал власти ЕС провести тщательное расследование обвинений в коррупции против Ильхама Алиева и членов его семьи.

## Икорная дипломатия
Согласно ряду международных расследований, существует лоббистская стратегия Азербайджана, состоящая в дорогостоящих приглашениях иностранных политиков и сотрудников международных организаций в Азербайджан за счет принимающей стороны, и дорогих подарках, преподносимых как «дань восточной традиции». Авторы расследования утверждают, что в ПАСЕ есть ряд лиц, включая действующего председателя ПАСЕ Педро Агромунта, которые небескорыстно блокируют неугодные Азербайджану решения. Согласно итальянской прокуратуре, начато расследование против главы крупнейшей фракции в ПАСЕ, Луки Волонте, который получал от Азербайджана миллионы долларов, взамен блокируя неугодные Азербайджану решения. В апреле 2017 года ПАСЕ приняло решение расследовать обвинения в коррупции евродепутатов.

## Глава службы безопасности Ильхама Алиева
Бейляр Эйюбов на протяжении многих лет является главой службы безопасности президента Азербайджана.  Известно что женатый на родственнице Ильхама Алиева, Эйюбов является одним из самых приближенных к нему людей, а также одним из самых влиятельных людей в Азербайджане. Имея высокий статус в азербайджанской государственной номенклатуре, и родственные связи с президентом Азербайджана, Эйюбов использовал свое служебное положение для своего обогащения. В 2008 году WikiLeaks опубликовала американскую дипломатическую телеграмму, в которой говорилось о французском бизнесмене который утверждал, что Бейляр Эйюбов вынуждал его продать ему 40-процентную долю в одной из крупнейших пивоваренных компаний Азербайджана. Опасаясь за многомиллионные инвестиции, бизнесмен продал свою долю российской компании и покинул Азербайджан, сказав, что «в этих водах слишком много акул».
12 мая 2024 года «Центром по исследованию коррупции и организованной преступности» вышло расследование в отношении семьи Бейляр Эйюбова. В рамках расследования выяснилось что при зарплате Эйюбова в размере 22 тысяч долларов в год, у его семьи три роскошных особняка расположенные на одной улице в престижном районе Северного Лондона, два пентхауса и роскошная квартира ближе к центру города,  а также квартира в Кентербери и дом в приморском городке Дорсет. Оформлено все на жену и дочь чиновника — Зохру Султанову и Эльвиру Эйюбову. Кроме этого выяснилось что офшорные компании супруги и дочери Эйюбова потратили 114 миллионов долларов на недвижимость в Великобритании. У семьи также есть активы в Дубае на сумму свыше 46 миллионов долларов.

## Комментарии
1. ↑  чем больше баллов тем лучше
2. ↑  чем выше место тем лучше